# Bulgarije op de Olympische Winterspelen 2022
Bulgarije was een van de deelnemende landen aan de Olympische Winterspelen 2022 in Peking, China.

## Deelnemers en resultaten

### Alpineskiën
Maximaal vier deelnemers per onderdeel
Mannen
| Naam          | Onderdeel    | 1e run  | 1e run | 2e run         | 2e run         | Totaal         | Totaal         |
| Naam          | Onderdeel    | Tijd    | Rang   | Tijd           | Rang           | Tijd           | Rang           |
| ------------- | ------------ | ------- | ------ | -------------- | -------------- | -------------- | -------------- |
| Albert Popov  | Reuzenslalom | 1:07,60 | 27     | 1:07,34        | 7              | 2:14,94        | 17             |
| Albert Popov  | Slalom       | 54,62   | 9      | 50,53          | 8              | 1:45,15        | 9              |
| Kamen Zlatkov | Slalom       | 55,66   | 20     | niet gefinisht | niet gefinisht | niet gefinisht | niet gefinisht |

Vrouwen
| Naam           | Onderdeel    | 1e run  | 1e run | 2e run         | 2e run         | Totaal         | Totaal         |
| Naam           | Onderdeel    | Tijd    | Rang   | Tijd           | Rang           | Tijd           | Rang           |
| -------------- | ------------ | ------- | ------ | -------------- | -------------- | -------------- | -------------- |
| Eva Vukadinova | Reuzenslalom | 1:05,58 | 44     | 1:05,88        | 37             | 2:11,46        | 36             |
| Eva Vukadinova | Slalom       | 1:00,71 | 49     | niet gefinisht | niet gefinisht | niet gefinisht | niet gefinisht |

### Biatlon
Mannen
| Naam                                                         | Onderdeel     | Tijd      | Missers | Rang |
| ------------------------------------------------------------ | ------------- | --------- | ------- | ---- |
| Dimitar Gerdzhikov                                           | Individueel   | 53:54,2   | 2       | 41   |
| Dimitar Gerdzhikov                                           | Sprint        | 26:56,5   | 2       | 63   |
| Vladimir Iliev                                               | Individueel   | 55:37,5   | 5       | 61   |
| Vladimir Iliev                                               | Sprint        | 25:52,2   | 2       | 31   |
| Vladimir Iliev                                               | Achtervolging | 43:41,3   | 7       | 25   |
| Anton Sinapov                                                | Individueel   | 58:47,6   | 6       | 85   |
| Anton Sinapov                                                | Sprint        | 26:45,4   | 2       | 56   |
| Anton Sinapov                                                | Achtervolging | 47:08,3   | 7       | 55   |
| Blagoy Todev                                                 | Sprint        | 26:39,2   | 1       | 52   |
| Blagoy Todev                                                 | Achtervolging | 47:05,0   | 6       | 53   |
| Dimitar Gerdzhikov Vladimir Iliev Anton Sinapov Blagoy Todev | Estafette     | 1:27:05,3 | 13      | 18   |

Vrouwen
| Naam                                                         | Onderdeel     | Tijd    | Missers | Rang |
| ------------------------------------------------------------ | ------------- | ------- | ------- | ---- |
| Lora Hristova                                                | Sprint        | 26:27,7 | 4       | 89   |
| Daniela Kadeva                                               | Individueel   | 59:30,4 | 8       | 86   |
| Daniela Kadeva                                               | Sprint        | 24:33,1 | 1       | 84   |
| Milena Todorova                                              | Individueel   | 50:14,9 | 5       | 52   |
| Milena Todorova                                              | Sprint        | 22:15,4 | 1       | 17   |
| Milena Todorova                                              | Achtervolging | 39:20,6 | 6       | 31   |
| Maria Zdravkova                                              | Individueel   | 50:13,1 | 1       | 50   |
| Maria Zdravkova                                              | Sprint        | 24:39,1 | 1       | 78   |
| Lora Hristova Daniela Kadeva Milena Todorova Maria Zdravkova | Estafette     | LAP     | 8       | 18   |

Gemengd
| Naam                                                              | Onderdeel | Tijd | Missers | Rang |
| ----------------------------------------------------------------- | --------- | ---- | ------- | ---- |
| Vladimir Iliev Dimitar Gerdzhikov Milena Todorova Maria Zdravkova | Estafette | LAP  | 12      | 19   |

### Langlaufen
Langlaufer Simeon Deyanov had een ernstigere vorm van het coronavirus gehad en kon zodoende dit jaar niet deelnemen. Zo zou Bulgarije vertegenwoordigd worden door 15 deelnemers op de Olympische Winterspelen 2022.

### Kunstrijden
Individueel
| Naam             | Onderdeel | KK    | KK   | VK     | VK   | Totaal | Totaal |
| Naam             | Onderdeel | Score | Rang | Score  | Rang | Score  | Rang   |
| ---------------- | --------- | ----- | ---- | ------ | ---- | ------ | ------ |
| Alexandra Feigin | Vrouwen   | 59,16 | 23   | 100,15 | 24   | 159,31 | 24     |

### Rodelen
Individueel
| Naam          | Onderdeel | Run 1  | Run 1 | Run 2  | Run 2 | Run 3  | Run 3 | Run 4          | Run 4          | Totaal   | Totaal |
| Naam          | Onderdeel | Tijd   | Rang  | Tijd   | Rang  | Tijd   | Rang  | Tijd           | Rang           | Tijd     | Rang   |
| ------------- | --------- | ------ | ----- | ------ | ----- | ------ | ----- | -------------- | -------------- | -------- | ------ |
| Pavel Angelov | Mannen    | 59,555 | 29    | 59,753 | 29    | 59,545 | 29    | niet geplaatst | niet geplaatst | 2:58,853 | 28     |

### Schansspringen
Mannen
| Naam               | Onderdeel      | Kwalificatie | Kwalificatie | Kwalificatie | Eerste ronde | Eerste ronde | Eerste ronde | Finaleronde    | Finaleronde    | Finaleronde    | Totaal         | Totaal         |
| Naam               | Onderdeel      | Afstand      | Score        | Rang         | Afstand      | Score        | Rang         | Afstand        | Score          | Rang           | Score          | Rang           |
| ------------------ | -------------- | ------------ | ------------ | ------------ | ------------ | ------------ | ------------ | -------------- | -------------- | -------------- | -------------- | -------------- |
| Vladimir Zografski | Normale schans | 97,5         | 99,7         | 13           | 99,0         | 126,7        | 24           | 97,0           | 118,6          | 23             | 245,3          | 22             |
| Vladimir Zografski | Grote schans   | 117,0        | 95,6         | 37           | 125,0        | 112,5        | 38           | niet geplaatst | niet geplaatst | niet geplaatst | niet geplaatst | niet geplaatst |

### Snowboarden
Parallelreuzenslalom
| Naam            | Onderdeel | Kwalificatie | Kwalificatie | Achtste finale              | Kwartfinale       | Halve finale      | Finale            | Finale |
| Naam            | Onderdeel | Tijd         | Rang         | Tegenstander Tijd           | Tegenstander Tijd | Tegenstander Tijd | Tegenstander Tijd | Rang   |
| --------------- | --------- | ------------ | ------------ | --------------------------- | ----------------- | ----------------- | ----------------- | ------ |
| Radoslav Yankov | Mannen    | 1:22,48      | 15           | Karl (AUT) verloren (+0,36) | niet geplaatst    | niet geplaatst    | niet geplaatst    | =15    |

Albanië · Amerikaans-Samoa · Amerikaanse Maagdeneilanden · Andorra · Argentinië · Armenië · Australië · Azerbeidzjan · België · Bolivia · Bosnië en Herzegovina · Brazilië · Bulgarije · Canada · Chili · China · Chinees Taipei · Colombia · Cyprus · Denemarken · Duitsland · Ecuador · Eritrea · Estland · Filipijnen · Finland · Frankrijk · Georgië · Ghana · Griekenland · Groot-Brittannië · Haïti · Hongarije · Hongkong · Ierland · IJsland · India · Iran · Israël · Italië · Jamaica · Japan · Kazachstan · Kirgizië · Kosovo · Kroatië · Letland · Libanon · Liechtenstein · Litouwen · Luxemburg · Madagaskar · Maleisië · Malta · Marokko · Mexico · Moldavië · Monaco · Mongolië · Montenegro · Nederland · Nieuw-Zeeland · Nigeria · Noord-Macedonië · Noorwegen · Oekraïne · Oezbekistan · Oost-Timor · Oostenrijk · Pakistan · Peru · Polen · Portugal · Puerto Rico · Roemenië · San Marino · Saoedi-Arabië · Servië · Slovenië · Slowakije · Spanje · Thailand · Trinidad en Tobago · Tsjechië · Turkije · Verenigde Staten · Wit-Rusland · Zuid-Korea · Zweden · Zwitserland
Russische ploeg